# بارتکوویاک
بارتکوویاک (به انگلیسی: Bartkowiak) یک فیلم جنایی و ورزشی محصول سال ۲۰۲۱ سینمای لهستان به کارگردانی دانیل مارکوویچ، نویسندگی فیلمنامه‌نویس استرالیایی دانیل برناردی و با بازی شیمون بابروفسکی، یانوش چابیور و زوفیا دومالیک است.

## داستان
یک مبارز رسوا شده MMA است که پس از مرگ برادرش در تصادف اتومبیل، کلوپ شبانه خانواده را تصاحب می‌کند و به زودی می‌فهمد که مرگ خواهر و برادرش تصادفی نبوده‌است و …